# Prêmio Newton Faller
O Prêmio Newton Faller homenageia membros da Sociedade Brasileira de Computação (SBC) que se distinguiram ao longo de sua vida por serviços prestados à SBC. O prêmio é exclusivo a sócios efetivos e fundadores e é entregue durante a cerimônia de abertura do Congresso da SBC. O prêmio é uma homenagem ao prof. Newton Faller, pesquisador do Núcleo de Computação Eletrônica da Universidade Federal do Rio de Janeiro (UFRJ). É concedido pela SBC aos membros que se destacaram pela dedicação no exercício de inúmeras atividades de interesse da Sociedade Brasileira de Computação.

## Submissão
Até o dia 30 de maio de cada ano qualquer grupo de 3 sócios efetivos pode submeter um nome, justificando as razões para essa indicação, para apreciação do comitê de premiação.

## Premiação
A premiação ocorre durante o congresso anual da SBC. O prêmio é honorífico e não envolve necessariamente um prêmio financeiro, apenas placa comemorativa e ampla divulgação. O prêmio pode ser concedido postumamente.

## Lista de agraciados
- 2000: Claudia Maria Bauzer Medeiros (UNICAMP)
- 2001: Siang Wun Song (IME-USP)
- 2004: Flávio Rech Wagner (UFRGS)
- 2006: Luiz Fernando Gomes Soares (PUC-RJ)
- 2008: Tomasz Kowaltowski (UNICAMP)

| “ | em reconhecimento à dedicação e competência com que desenvolveu diversas atividades no âmbito da SBC e em outras instâncias, sempre em prol da comunidade acadêmico-científica de Computação. Sua atuação marcada pela inteligência, ponderação e tranqüilidade serve de exemplo para todos. | ” |

- 2009: Roberto da Silva Bigonha (UFMG)

| “ | em reconhecimento ao notável envolvimento no exercício de diversas atividades de grande interesse para a SBC e para a consolidação da área de Computação no Brasil. Sua dedicação constante à questão da regulamentação da profissão e da formação de recursos humanos de alta qualidade e sua presença, marcada pela ponderação, olhar crítico, colaboração e competência, sempre nortearam a SBC na defesa dos interesses da comunidade brasileira de Computação. | ” |

- 2010: Therezinha Souza da Costa (PUC-RJ)
- 2011: Daltro José Nunes (UFRGS)

| “ | em reconhecimento ao seu trabalho junto à UFRGS, à SBC e a inúmeras universidades contribuiu decisivamente para que a Ciência da Computação se estabelecesse como ciência respeitada entre as demais áreas no Brasil, junto aos órgãos de fomento, governo e sociedade. | ” |

- 2012: Philippe Alexandre Olivier Navaux (UFRGS)
- 2013: Ricardo de Oliveiro Anido (UNICAMP)
- 2014: Ricardo Augusto da Luz Reis (UFRGS)
- 2015: Taisy Silva Weber (UFRGS)
- 2016: Carlos Eduardo Ferreira (IME-USP)[3]  Alunos CCM T27
- 2017: Paulo Roberto Freire Cunha (UFPE)
- 2018: José Palazzo Moreira de Oliveira (UFRGS)
- 2019: José Augusto Suruagy Monteiro (UFPE)
- 2021: Silvio Romero de Lemos Meira (UFPE)
- 2022: Thaís Batista (UFRN)